# Daihinia
Daihinia is een geslacht van rechtvleugeligen uit de familie grottensprinkhanen (Rhaphidophoridae). De wetenschappelijke naam van dit geslacht is voor het eerst geldig gepubliceerd in 1850 door Haldeman.

## Soorten
Het geslacht Daihinia  is monotypisch en omvat slechts de volgende soort:
- Daihinia brevipes (Haldeman, 1850)